# Odontoloma dentinum
Odontoloma dentinum är en skalbaggsart som beskrevs av Edgar von Harold 1868. Odontoloma dentinum ingår i släktet Odontoloma och familjen bladhorningar. Inga underarter finns listade i Catalogue of Life.